# Luc Templier
Vous pouvez aider à l'améliorer ou bien discuter des problèmes sur sa page de discussion.
- Il ne cite pas suffisamment ses sources. Vous pouvez indiquer les passages à sourcer avec {{référence nécessaire}} ou {{Référence souhaitée}}, et inclure les références utiles en les liant aux notes de bas de page. (Marqué depuis avril 2024)
- Certaines informations devraient être mieux reliées aux sources mentionnées dans la bibliographie ou les liens externes. Améliorez sa vérifiabilité en les associant par des références. (Marqué depuis avril 2024)

- Archive Wikiwix
- Bing
- Cairn
- DuckDuckGo
- E. Universalis
- Gallica
- Google
- G. Books
- G. News
- G. Scholar
- Persée
- Qwant
- (zh) Baidu
- (ru) Yandex
- (wd) trouver des œuvres sur Wikidata

Pour les articles homonymes, voir Templier (homonymie).
Luc Templier est un écrivain, plasticien et calligraphe franco-belge né à Corbeil-Essonnes en 1954.

## Biographie
Il est licencié en Arts plastiques et sciences de l'Art de l'Université Paris I. Il vit en Belgique depuis plus de trente ans près de Marche-en-Famenne. Il a été tour à tour comédien, metteur en scène, a dirigé une agence de publicité puis fut Conservateur du Musée de la Famenne. Il est chercheur en calligraphie et travaille sur la notion de « biographie imaginaire ». Il se dit également copiste, adepte de l'« archéologie contemporaine », lorsqu'il calligraphie des livres entiers sur des petits feuillets. 
Son travail est soutenu par de nombreuses expositions et des stages qu'il anime sur la créativité et l'écriture. Ses ouvrages de calligraphies font référence.
Son roman, "Le Maître de Waha", raconte le destin d'un sculpteur en 1500, dans une ville fortifiée. Le livre a été unanimement salué par la presse. Un ouvrage qui exalte l'Art; une quête acharnée, poignante de la sérénité; "Un hymne à l'amour et à l'espérance."
"N'est-ce pas à force d'être froissés que nous devenons plus souples."
"L'Art de Vivre" , est une collection de 52 lettres que s'échangent un "Maître" et un élève artiste, qui abordent nombre de thèmes brûlants, de questions universelles, et offrent des clés de sérénité dans la pratique assidue d'un Art de Vivre. "La vie ne prend toute sa dimension que si elle se danse comme un Art."
Son roman "Les derniers jours du Moi" est une fable douce-amère, au ton jubilatoire, sur la question de l'identité. 
Son dernier roman, "L'Imposteur", traite à nouveau de la question de l'identité, du vrai et du faux, des fausses routes qui mènent à la déroute. C'est l'histoire de Pierre Mansoeur, formé à la prêtrise malgré lui dans les années d’après-guerre... L'homme verse alors dans la violence, la haine des femmes, les addictions, jusque dans le dégoût de sa religion… Anéanti, Mansoeur éprouve la faillite de l’honneur avant d’emprunter les chemins de la rédemption en France et en Belgique. Du moins est-ce la trame idéalisée du récit, jusqu’aux renversements multiples, magnifiquement maîtrisés, qui laisse le lecteur interloqué. 
Luc Templier a reçu, en 2012, le prix Godefroid Culture récompensant l'ensemble de son travail artistique.

## Prix Godefroid Culture 2012
Luc Templier a reçu le prix Godefroid Culture pour l'ensemble de son œuvre artistique.